# Martin Sommer (SS-lid)
Walter Gerhard Martin Sommer (Schkölen, 8 februari 1915 - Schwarzenbruck, 7 juni 1988), bijgenaamd de "Beul van Buchenwald", was een Duits SS-onderofficier met de rang van SS-Hauptscharführer in de nazi-concentratiekampen Sachsenburg en Buchenwald.
Sommer was de zoon van een boer in Schkölen. Hij woonde bij de lagere school en werd net als zijn vader landbouwer. In 1931 trad hij toe tot de NSDAP en de SA. In de zomer van 1933 werd hij lid van de SS en in 1934 van het SS-Sonderkommando Saksen onder de bataljonscommandant Karl Koch. 
Vanaf 1935 was hij opzichter in concentratiekamp Sachsenburg en vanaf 1937 in Buchenwald. Van 1938 tot en met 1943 martelde hij gevangenen met bijzonder pijnlijke methoden. Hij doodde onder anderen de pastor Paul Schneider en de politicus Ernst Heilmann door middel van een dodelijke injectie. Ook circa 100 anderen bracht hij op die manier om het leven. Hij was berucht voor opknoping van gevangenen aan bomen met hun polsen achter hun rug. Dit gebeurde in het bos in de buurt van concentratiekamp Buchenwald. De bossen werden bekend als het "zingende bos" vanwege de kreten die voortkwamen uit de bossen als er gevangenen leden.
In 1943 werd Sommer door een SS-rechter veroordeeld voor wreedheid en corruptie. Hij werd naar het Oostfront gestuurd, waar hij bij een tankexplosie zijn linkerarm en rechterbeen verloor. Hij werd gevangengenomen door het Rode Leger en bleef krijgsgevangene. In 1950 werd hij tot oorlogsmisdadiger verklaard. In 1955 werd hij vrijgelaten en keerde terug naar West-Duitsland, waar hij trouwde en een kind kreeg. In 1958 werd hij door een West-Duitse rechtbank veroordeeld tot levenslange gevangenisstraf voor zijn rol in de dood van 25 concentratiekampslachtoffers.

## Militaire loopbaan
- SS-Rottenführer:
- SS-Hauptscharführer: 1 september 1942